# 2290 Helffrich
2290 Helffrich este un asteroid din centura principală, descoperit pe 14 februarie 1932 de Karl Reinmuth.